# Rei Kawakubo
Rei Kawakubo (japanisch 川久保 玲, Kawakubo Rei; * 11. Oktober 1942 in Tokio) ist eine japanische Prêt-à-porter-Modedesignerin aus Tokio.

## Einleitung
1981 zeigte Kawakubo ihre avantgardistische, unkonventionelle Mode erstmals auf den Pariser Modeschauen, nachdem sie ihre Damen-Modekollektion bereits seit 1973 in Japan präsentiert hatte. Ihre oft als intellektuell bewerteten Kollektionen für Damen und Herren werden unter der Modemarke Comme des Garçons vermarktet. Der Hauptsitz des Unternehmens befindet sich in Tokio, eine Zweigniederlassung seit 1982 in Paris (Comme des Garçons SA). Kawakubo ist seit 1992 mit dem Briten Adrian Joffe verheiratet, welcher gleichzeitig Vorstandsvorsitzender von Comme des Garçons ist.

## Leben

### Anfänge in Japan
Kawakubo studierte Kunst an der Keiō-Universität in Tokio. Ihr Vater war Universitätsprofessor. 1964 begann sie, in der Werbeabteilung eines Chemiekonzerns zu arbeiten. Drei Jahre später wurde sie freie Stylistin in Tokio. Ihr Beruf und ihre Selbstständigkeit galten damals in Japan als ein Bruch mit den Traditionen des Landes. Da Kawakubo die japanische Mode der 60er und 70er Jahre sehr missfiel, begann sie im Jahr 1969 eigene Mode zu entwerfen. 1973 gründete sie ihre eigene Firma mit dem französischen Namen Comme des Garçons Co. Ltd  (dt. 'wie Jungen'), welche sie bis heute alleine führt, und präsentierte ihre erste Damenkollektion in Japan. Die Verwendung französischer Ausdrücke, besonders im Bereich der Mode, ist bis heute in Japan beliebt. 1976 eröffnete Kawakubo ihren ersten Flagshipstore in Tokio. Sie entwickelte die Shop-Philosophie des Minimalismus: der Architekt Takao Kawasaki entwickelte hierfür ein komplett weißgekacheltes Ladengeschäft, in welchem lediglich wenige Kleidungsstücke zum Verkauf standen. Ab Mitte der 1970er Jahre bis Anfang der 1990er waren Kawakubo und der japanische Avantgarde-Designer Yohji Yamamoto ein Paar.

### Schaffen im Ausland
1981 zeigte Kawakubo ihre hochpreisige Damenkollektion erstmals in Paris, welche mit einer absolut entgegengesetzten Designphilosophie auf die dort vertretenen europäischen und internationalen Designern prallte. Die Modenschau war ein Skandal und zog große Medienaufmerksamkeit nach sich. Kritiker beschrieben die düstere Kollektion als „postatomaren Fetzen-Look“, „Hiroshima-Chic“ und „Quasimodo-Style“. 1978 hatte Kawakubo eine ebenso hochpreisige Männerkollektion mit dem Namen Comme des Garçons Homme begonnen. Infolge kamen weitere Untermarken für Damen und Herren zum Portfolio hinzu. 1982 eröffnete Kawakubo das erste Ladengeschäft außerhalb Japans, in Paris, und trat der Chambre Syndicale du Prêt-à-Porter bei. Seither entwirft sie auch Möbel und Interieur für Pariser Modeläden.<Quelle?> Sie begann schnell auch für den europäischen Markt zu produzieren. 1994 wurde ihr erstes Parfüm mit dem Namen Comme des Garçons lanciert, weitere Parfüms folgten. In den späten 1980er Jahren veröffentlichte Kawakubo ein eigenes Kunstmagazin mit dem Titel Six (abgeleitet von the Sixth Sense), welches zweimal jährlich erschien, bevor es schließlich 1991 eingestellt wurde.
1992 überließ Kawakubo ihrem Assistenten und Protegé Junya Watanabe (* 1961) das Design einiger Kollektionen, und später auch ihrer Schülerin Tao Kurihara. Dennoch ist Kawakubo bis heute Alleinbesitzerin ihrer Firma und finanziell unabhängig. 2007 entwarf Kawakubo eine Poloshirtkollektion für das britische Modelabel Fred Perry. Im Herbst 2008 kreierte sie eine niedrigpreisige Kollektion sowie ein Unisex-Parfüm für das schwedische Modehaus H&M. Des Weiteren entwarf Kawakubo für den Schwimmtextilhersteller Speedo eine Bademodenkollektion. Weiterhin arbeitete sie bereits mit Vivienne Westwood zusammen und kreierte 2008 eine exklusive Taschenkollektion für Louis Vuitton. Mit internationalen Marken wie Levi’s, Lacoste, Nike, The North Face, Moncler, Converse, Vans, 10 Corso Como, Visvim u. a. hat es in der Vergangenheit, oftmals unter der Leitung von Watanabe, Design-Kooperationen gegeben.

### Modelinien
siehe Comme des Garçons

## Marketing und Verkauf
In Japan gibt es mehrere Boutiquen des Labels Comme des Garçons, davon zwei alleine in Tokio. Der neue Flagshipstore befindet sich im Tokioter Stadtteil Minami-Aoyama. Kaufhäuser, wie z. B. Mitsukoshi und Seibu vermarkten das Label ebenfalls. In Europa gibt es nur zwei eigene Geschäfte, in Paris und London. Der firmeneigene und nach seiner Adresse in der Dover Street benannte Dover Street Market in London bietet neben den Kollektionen von CDG auch andere internationale Designer-Marken, zumeist im Shop-in-shop-Konzept, an. 2012 wurde eine Dover Street Market Filiale in der Tokioter Ginza eröffnet. Ein weiterer CDG-Shop existiert in New York. In Deutschland vermarkten nur sehr wenige Geschäfte die Marken der japanischen Designerin, darunter der ehemalige Guerrilla Store in Berlin (siehe unten). 2008 eröffnete Kawakubo zwei Pocket Stores in den Pariser Stadtteilen Marais und Abbesses. Das neue Konzept besteht aus einem kleinen, minimalistisch eingerichteten, Geschäft, welches lediglich die Marke Play Comme des Garçons, Accessoires und Parfüms führt. Ein weiteres Geschäft mit dem Namen White Box eröffnete 2007 in Hongkong. Seit Ende der 2000er Jahre gibt es temporäre BLACK Comme des Garçons Boutiquen in Japan.
Ein Marketingprojekt der Firma etablierte sich 2004 in Berlin: das Guerrilla Store Konzept sieht eine jährliche Verlagerung eines nur temporär errichteten Comme des Garçons Stores abseits der typischen Einkaufsmeilen vor. So wurden bereits Stores in Los Angeles, Warschau, New York, Berlin (3×), Singapur, Moskau und Wien eröffnet und nach einem Jahr wieder geschlossen. Im Sommer 2008 war der Guerrilla Store von Rei Kawakubo zu Gast im Düsseldorfer NRW-Forum.